# Vacqueyras
Vacqueyras (pronuncia francese /vakeʁas/; in occitano Vaqueiràs) è un comune francese di 1 206 abitanti situato nel dipartimento della Vaucluse della regione della Provenza-Alpi-Costa Azzurra. Il famoso trovatore Rambaldo di Vaqueiras nacque qui nel 1165.

## Società

### Evoluzione demografica
Abitanti censiti